# Präpositionalphrase
Eine Präpositionalphrase, abgekürzt PP, auch Präpositionalgefüge oder Präpositionalgruppe genannt, ist in der Grammatik eine Phrase (abgeschlossene Wortgruppe), deren Kopf eine Präposition ist.
Die hier genannten Eigenschaften der Präpositionalphrase übertragen sich in der Regel ebenso auf Postpositionen. (Postpositionen werden ohnehin manchmal als „Präpositionen in einem weiteren Sinn“ oder auch als „nachgestellte Präpositionen“ bezeichnet.)

## Aufbau

### Typen von Ergänzungen
Nach den Arten von Ergänzungen, die mit der Präposition auftreten, lassen sich drei Typen unterscheiden, von denen der erste bei weitem der häufigste ist:
- Präposition + Nominalphrase (einschließlich Pronomen)

Im Deutschen können in diesen Verbindungen Präpositionen den Genitiv, Dativ oder Akkusativ an ihrer Ergänzung regieren.
```
Genitiv:   
wegen des starken Regens
, 
aufgrund dessen

Dativ:     
hinter dem großen Schrank
, 
seit einem Jahr
, 
trotz allem

Akkusativ: 
ohne einen einzigen Fehler
, 
für denjenigen
```

- Präposition + Adverb

```
vor morgen

seit damals
```

- Präposition + Präpositionalphrase

```
von unter dem Sofa

(eine Fahrt) 
nach außerhalb des Tarifgebiets
```

### Präpositionen haben nur eine einzige Ergänzung
Verben können mehrere grammatische Ergänzungen haben (z. B. „Man gibt jemandem etwas.“), Präpositionen hingegen haben immer nur eine einzige Ergänzung – selbst dann, wenn sie inhaltlich einen Bezug auf mehrere Gegenstände ausdrücken. Die Präposition „zwischen“ ist hierbei ein bemerkenswerter Fall: Sie bezeichnet einen Ort in Abhängigkeit von zwei Bezugsobjekten. Grammatisch müssen jedoch auch diese in eine einzige Ergänzung zusammengezogen werden. Erst auf der Ebene der Interpretation wird diese Ergänzung dann wieder in mehrere Gegenstände aufgetrennt, was z. B. durch Plural oder Koordination vorgegeben werden kann:
```
Das Zelt steht 
zwischen [den Bäumen].

(Jedoch nicht mit Singular-Objekt: * Das Zelt steht 
zwischen dem Wald.
)
Würzburg liegt 
zwischen [Frankfurt und Nürnberg].
```

Bei Verben kann dagegen die Wahl bestehen, zwei Ergänzungen zu setzen oder sie zusammenzuziehen:
```
[Das Auto]
 stieß 
[mit dem Traktor]
 zusammen.

[Das Auto und der Traktor]
 stießen zusammen.
```

### Weitere Bestandteile
Präpositionen können zusätzlich auch durch ein Adverb bzw. Adjektiv modifiziert werden. Beispiele für Präpositionalphrasen mit Modifikatoren:
- „unten im Schrank“

= „im Schrank und zwar dort im unteren Bereich“
(jedoch mehrdeutig, siehe Adverbphrase #Adverbien mit Modifikatoren).
- „schräg über der Türe“

= „über der Türe, und zwar an einer Stelle, zu der die Verbindungslinie von der Türe her in schräger Richtung verlaufen würde.“

## Verwendung
Präpositionalphrasen kommen in verschiedenen Verwendungen vor. Häufig sind sie in der Funktion einer adverbialen Bestimmung sowie als  Attribut (Präpositionalattribut); in diesen Fällen modifizieren sie Verben, Verbalphrasen oder Sätze bzw. Substantive:
```
Wir gingen 
im Wald
 spazieren.
Ein Spaziergang 
im Wald
.
```

Präpositionalphrasen können auch als eine besondere Art von Objekt des Verbs auftreten (Präpositionalobjekt). In diesem Fall verlangt das Verb eine bestimmte Präposition, die oft in ihrer Bedeutung verblasst ist:
```
Wir warten 
auf den Bus
.
```

Hier hat die Präposition selbst einen Status, der einer Kasus-Markierung gleichkommt. 
Die Verwendung von Präpositionalkonstruktionen führte etwa in den romanischen Sprachen dazu, dass die Bestimmung einer grammatischen Funktion für eine Verbergänzung bzw. ein Attribut auf Präpositionen überging. Somit gibt es Übergänge zwischen Präpositionalphrasen und „Kasus-Phrasen“. Ein Beispiel hierfür ist auch die englische Präposition of, die den Status einer Genitiv-Markierung hat, formal aber eine Präpositionalphrase bildet:
```
the first part 
of the book

„der erste Teil 
des Buches
“
```

## Abgrenzungsprobleme mit Adverbphrasen
Der Begriff einer adverbialen Präpositionalphrase ist von dem der Adverbphrase zu unterscheiden, also einer Phrase, deren Kopf die Wortart Adverb hat. Es gibt allerdings auch hinsichtlich der Wortart Abgrenzungsprobleme zwischen Präpositionen und Adverbien. Eine traditionell übliche Bestimmungsweise ist, dass auch bei äußerlich identischen Wörtern von einer Präposition die Rede ist, wenn eine Ergänzung regiert wird, aber von einem Adverb, sobald keine Ergänzung auftritt. Zum Beispiel:
```
Rechts
 ist noch Platz. (Adverb)
Die Altstadt liegt 
rechts des Mains
 (Präpositionalphrase).
```

Im Zusammenhang mit dieser Einteilung werden Ausdrücke wie „darauf, daran, darin“ traditionell als Adverbien bezeichnet, weil sie Einzelwörter darstellen. Andererseits sind sie gleichwertig zu Präpositionalphrasen wie „auf diesem, an diesem, in diesem“ und werden in der Sprachwissenschaft oft auch als solche analysiert. Ein Grund, der dies erzwingt, ist die Tatsache, dass ein Präpositionalobjekt in beiden Formen auftreten kann, und darin besteht, dass ein Verb eine bestimmte Präposition regiert. Daher findet man z. B. Analysen wie die folgende:
```
Anna freut sich 
PP
[
 auf ihren Geburtstag 
].

Anna freut sich 
PP
[
 darauf 
].
```